# إذاعة صوت الثورة الفلسطينية
صوت الثورة الفلسطينية أو صوت فلسطين أو صوت فتح أو صوت العاصفة هي إذاعة فلسطينية تابعة لحركة فتح التابعة لحركة التحرير الفلسطينية بدأت بثها في 11 مايو/أيار 1968 في القاهرة بثت من مدن عربية مختلفة حتى توقيع اتفاقية اوسلو وفي عام 2 يوليو/تموز 1994 بثت لأول مرة في مدينة أريحا داخل فلسطين المحتلة باسم إذاعة صوت فلسطين.

## تاريخ الإذاعة
بدأت الإذاعة في 11 مايو/أيار 1968 في البداية كانت تبث لساعات محددة على موجات إذاعة الشرق الأوسط، ضمت إلى إذاعة صوت منظمة التحرير الفلسطينية التي انطلقت قبلها في أواخر 1964 لتتحد في إذاعة باسم صوت فلسطين أو صوت الثورة الفلسطينية وتوقفت في السبعينيات، استأنف عملها في الجزائر في البداية كانت لمدة ساعة ثم ازداد وقت المخصص للبث، وكان مخصص لها جميع موجات للإذاعة في الجزائر، وفي عام 1969 بثت من الاردن باسم إذاعة زمزم لينتقل البث الى العراق في بغداد من خلال إذاعة صوت الجماهير باسم صوت الثورة ثم انتقلت الى سوريا في 1971 وكانت تبث من مدينة درعا الى عام أكتوبر 1973، وفي اواخر 1973 بدأ البث من صنعاء في اليمن وفي أبريل 1987 إلى 1990 كانت الإذاعة تبث في عدن بجانب صنعاء انتقلت الإذاعة فيما بعد في دول الخليج ومن ثم الى لبنان التي بثت فها الإذاعة في عدة مثل بيروت وصور وصيدا والبابلية وفي عام 1974 انطلقت فيه الإذاعة من منطقة جبل دربل شمال طرابلس حتى عام 1983. لتنتقل الى تونس في مدينة الحمامات في أواخر عام 1982 الى عام 1985 ومن ثم الي السودان من عام 1984 الى 1992 على ترددات إذاعة الخرطوم المتوسطة والطويلة لساعات محددة كما بثت ايضا في الثمانينيات من مدينة سان فرانسسكو في الولايات المتحدة الأمريكية وفي 13 مارس 1996 بثت الإذاعة برامج باللغات الإنجليزية والفرنسية والعبرية.